# أرتور غونتر
أرتور غونتر (بالألمانية: Artur Günther)‏ هو مصمم الإنتاج ومهندس معماري ألماني، ولد في 9 ديسمبر 1893 في بوتسدام في ألمانيا، وتوفي في 9 فبراير 1972 في برلين في ألمانيا.

## وصلات خارجية
- أرتور غونتر على موقع IMDb (الإنجليزية)
- أرتور غونتر على موقع ألو سيني (الفرنسية)
- أرتور غونتر على موقع قاعدة بيانات الأفلام السويدية (السويدية)
- أرتور غونتر على موقع قاعدة بيانات الفيلم (الإنجليزية)
- أرتور غونتر على موقع كينوبويسك (الروسية)